# Никоново (Ростовский район)
Никоново — село Ростовского района Ярославской области, входит в состав сельского поселения Семибратово. 

## География
Расположено в 27 км на юго-восток от Ростова.

## История
Строительство местного каменного храма началось 15 августа 1861 года, освящен храм 8 сентября 1865 года. В нем имелось три престола: главный - в холодной церкви во имя Рождества Пресвятой Богородицы, в теплой церкви: 1-й во имя Нерукотворенного образа и 2-й во имя св. Николая чудотворца. С 1874 года в селе действовала сельская школа. 
В конце XIX — начале XX село входило в состав Угодичской волости Ростовского уезда Ярославской губернии. В 1885 году в селе было 50 дворов.
С 1929 года село входило в состав Мосейцевского сельсовета Ростовского района, с 2005 года — в составе сельского поселения Семибратово.

## Население
| 1859 | 1914 | 2007 | 2010 |
| ---- | ---- | ---- | ---- |
| 224  | ↗250 | ↘0   | →0   |

## Достопримечательности
В селе расположена недействующая Церковь Рождества Пресвятой Богородицы (1865).